# Liste bedeutender Statistiker
Diese Liste bedeutender Statistiker stellt eine Auswahl von Statistikern vom 17. Jahrhundert bis zur Gegenwart dar. Die Auswahl der Statistiker richtet sich dabei nach ihren wissenschaftlichen Leistungen oder ihrem Bekanntheitsgrad. Da die Statistik zum einen im Spannungsfeld zwischen Mathematik und den Anwendungswissenschaften liegt und zum anderen in der Vergangenheit Wissenschaftler oft in vielen Wissenschaftsdisziplinen arbeiteten, kommen viele Statistiker aus sehr unterschiedlichen Disziplinen bzw. Anwendungsgebieten.

## Liste
| Bild | Name (Lebensdaten) | Forschungsgebiet |
| ---- | --- | --- |
|      | Gottfried Achenwall * 20. Oktober 1719 in Elbing † 1. Mai 1772 in Göttingen                                                       | Gottfried Achenwall gilt als einer der Väter der Statistik, weil er ihr einen wissenschaftlichen Charakter gegeben hat mit seinem Werk „Abriss der neuesten Staatswissenschaft der vornehmsten Europäischen Reiche und Republiken“ von 1749. Unter Statistik verstand er freilich nicht, was man heute unter diesem Begriff versteht, sondern eine umfangreiche Beschreibung der gesellschaftlichen, politischen und wirtschaftlichen Eigenschaften eines Staates. |
|      | Thomas Bayes * um 1702 in London † 17. April 1761 in Tunbridge Wells                                                              | Thomas Bayes war ein englischer Mathematiker und presbyterianischer Pfarrer. Nach ihm ist der Satz von Bayes benannt, der in der Wahrscheinlichkeitsrechnung große Bedeutung hat. Er hat damit auch die Grundlage für einen speziellen Zweig der Statistik gelegt: Bayessche Statistik. |
|      | Jacques Bertin * 1918 in Maisons-Laffitte, † 3. Mai 2010                                                                          | Jacques Bertin war ein bedeutender Kartograph, der als Erster mit seinem Buch Sémiologie graphique 1967 ein Standardwerk zur graphischen Theorie und zur Visualisierung allgemein verfasste. |
|      | David Cox * 15. Juli 1924 in Birmingham                                                                                           | Sir David Roxbee Cox ist ein britischer Statistiker. Er entwickelte 1972 die nach ihm benannte Cox-Regression. Sie wird zur Modellierung von Überlebenszeiten in der Überlebenszeitanalyse benutzt und basiert auf dem Konzept der Hazardrate. |
|      | Francis Edgeworth * 8. Februar 1845 in Edgeworthstown, County Longford, Irland † 13. Februar 1926 in Oxford, Oxfordshire, England | Francis Ysidro Edgeworth war ein irischer Ökonom. Nach ihm ist die Edgeworth Entwicklung benannt, die die charakteristische Funktion einer Wahrscheinlichkeitsverteilung als Reihenentwicklung ihrer Kumulanten darstellt. Im Gegensatz zur Gram-Charlier-Reihenentwicklung kann der Fehler der Edgeworth Entwicklung besser kontrolliert werden. |
|      | Bradley Efron * Mai 1938 in St. Paul, Minnesota                                                                                   | Bradley Efron ist ein US-amerikanischer Statistiker. Das von ihm 1979 gefundene Bootstrapping-Verfahren erlaubt es, die Variabilität einer Teststatistik nichtparametrisch zu schätzen. Weitere Beiträge von ihm beschäftigen sich mit dem empirischen Bayes-Verfahren, mit hochdimensionalem multiplem Testen, mit Variablenselektion und Modellwahl sowie mit geometrischen Aspekten von statistischer Inferenz. |
|      | Bruno de Finetti * 13. Juni 1906 in Innsbruck; † 20. Juli 1985 in Rom                                                             | Bruno de Finetti war ein italienischer Mathematiker. Er verwarf die Annahme, dass Wahrscheinlichkeiten objektiv vorhanden sind. Stattdessen entwickelte er unabhängig von Frank Ramsey die Theorie der subjektiven Wahrscheinlichkeit. Des Weiteren beschäftigte er sich mit in der Reihenfolge vertauschbaren (oder permutierbaren) Zufallsvariablen. |
|      | Ronald Fisher * 17. Februar 1890 in London, England † 29. Juli 1962 in Adelaide, Australien                                       | Sir Ronald Aylmer Fisher war einer der bedeutendsten theoretischen Biologen, Genetiker, Evolutionstheoretiker und Statistiker des 20. Jahrhunderts. Er führte das Maximum-Likelihood-Prinzip, die Varianzanalyse (englisch analysis of variance, kurz: ANOVA) und den p-Wert ein. Er lieferte bedeutende Beiträge zur statistischen Versuchsplanung und postulierte die schätztheoretischen Konzepte der Suffizienz, Verteilungsfreiheit und Fisher-Information. |
|      | Francis Galton * 16. Februar 1822 in Sparkbrook, Birmingham † 17. Januar 1911 in Haslemere, Surrey                                | Sir Francis Galton war ein britischer Naturforscher und Schriftsteller. Um seinen Untersuchungen empirische Aussagekraft zu geben, entwickelte er zusammen mit seinem Freund Karl Pearson den Korrelationskoeffizienten, war in den 1870er und 1880er Jahren Pionier im Gebrauch der Normalverteilung und entdeckte die Regression zur Mitte. Außerdem entwickelte er das Galtonbrett, ein Modell zur Demonstration von Wahrscheinlichkeitsverteilungen. |
|      | Carl Friedrich Gauß * 30. April 1777 in Braunschweig † 23. Februar 1855 in Göttingen                                              | Johann Carl Friedrich Gauß war ein deutscher Mathematiker, Astronom, Geodät und Physiker mit einem breit gefächerten Feld an Interessen. Da Gauß nur einen Bruchteil seiner Entdeckungen veröffentlichte, erschloss sich der Nachwelt die Tiefgründigkeit und Reichweite seines Werks erst, als 1898 sein Tagebuch entdeckt und ausgewertet wurde. Mit achtzehn Jahren fand er die Methode der kleinsten Quadrate und dies führte ihn später zur Gaußschen Glockenkurve (Normalverteilung). |
|      | William Gosset (Student) * 13. Juni 1876 in Canterbury † 16. Oktober 1937 in Beaconsfield                                         | William Sealy Gosset war ein englischer Statistiker, der fast alle seine Arbeiten unter dem Pseudonym „Student“ publizierte. Seine größte Errungenschaft, die t-Verteilung, ist demnach als Studentsche t-Verteilung bekannt. Es war Ronald Aylmer Fisher, welcher die Bedeutung von Gossets Arbeit über kleine Stichprobengrößen erkannte. |
|      | John Graunt * 24. April 1620 in London † 18. April 1674 in London                                                                 | John Graunt leistete einen erheblichen Beitrag zur systematischen Datenerfassung und Datenauswertung und gilt als ein wichtiger Wegbereiter der modernen Statistik und als Begründer der Demographie. Zusammen mit William Petty, entwickelte er frühe Statistik- und Zensusmethoden. Er berechnete im Jahre 1662 die erste Sterbetafel und gab damit erstmals für jedes Alter Überlebenswahrscheinlichkeiten an. Er wird auch als einer der ersten Experten im Bereich der Epidemiologie gesehen. |
|      | Andrei Nikolajewitsch Kolmogorow * 25. April 1903 in Tambow † 20. Oktober 1987 in Moskau                                          | Andrei Nikolajewitsch Kolmogorow war einer der bedeutendsten Mathematiker des 20. Jahrhunderts. Er publizierte Anfang der zwanziger Jahre erstmals über die Wahrscheinlichkeitstheorie. 1933 erschien Kolmogorows Lehrbuch Grundbegriffe der Wahrscheinlichkeitsrechnung auf Deutsch beim Heidelberger Springer-Verlag, in dem er seine Axiomatisierung der Wahrscheinlichkeitstheorie vorstellt. |
|      | Pierre-Simon Laplace * 28. März 1749 in Beaumont-en-Auge in der Normandie † 5. März 1827 in Paris                                 | Pierre-Simon (Marquis de) Laplace war ein französischer Mathematiker und Astronom. Sein zweites großes Forschungsgebiet war die Wahrscheinlichkeitsrechnung. In seinem zweibändigen Werk Théorie Analytique des Probabilités (1812) gab Laplace eine Definition der Wahrscheinlichkeit und befasste sich mit abhängigen und unabhängigen Ereignissen, vor allem in Verbindung mit Glücksspielen. Außerdem behandelte er in dem Buch den Erwartungswert, die Sterblichkeit und die Lebenserwartung. Das Werk stellte eine Widerlegung der These dar, dass eine strenge mathematische Behandlung der Wahrscheinlichkeit nicht möglich sei. Zwei Jahre später erschien das Buch Essai philosophique sur des Probabilités geschrieben für einen breiten Leserkreis. |
|      | Richard von Mises * 19. April 1883 in Lemberg, Österreich-Ungarn † 14. Juli 1953 in Boston, Massachusetts                         | Richard Edler von Mises war ein österreichischer Mathematiker. Seine Hauptarbeitsgebiete waren numerische Mathematik, Strömungsmechanik, Aerodynamik, Statistik und Wahrscheinlichkeitstheorie. In seinem 1919 erschienenen Werk Grundlage der Wahrscheinlichkeitsrechnung versuchte er eine Definition der Wahrscheinlichkeit über den analytischen Grenzwertbegriff vorzunehmen. |
|      | Abraham de Moivre * 26. Mai 1667 in Vitry-le-François † 27. November 1754 in London                                               | Abraham de Moivre war ein französischer Mathematiker. Ab 1708 beschäftigte er sich mit Untersuchungen zur Wahrscheinlichkeitstheorie ausgehend von Glücksspielrechnungen, aus denen die 1718 erschienene The Doctrine of Chances – a method for calculating the probabilities of events in play hervorging. Nach der Entdeckung des Grenzwertsatzes für Binomialverteilungen (1733) fand in der zweiten Auflage (1738) zu einem objektiven Wahrscheinlichkeitsbegriff. Die dritte, 1756 postum publizierte Ausgabe enthielt darüber hinaus seine Untersuchungen über Sterblichkeits- und Rentenprobleme. Das Buch war eine der wichtigsten Vorstufen für das Lehrbuch der Wahrscheinlichkeitstheorie von Pierre Simon Laplace.                                  |
|      | Jerzy Neyman * 16. April 1894 in Bendery, Moldawien † 5. August 1981 in Oakland, Kalifornien                                      | Jerzy Neyman war ein polnischer Mathematiker und Autor wichtiger statistischer Bücher. Nach Vorlesungen von Sergei Natanowitsch Bernstein befasste er sich als Student mit Wahrscheinlichkeitstheorie. In London lernte er Egon Pearson kennen, mit dem er in der Folgezeit eng zusammenarbeitete. Das Neyman-Pearson-Lemma ist nach ihnen benannt. |
|      | Karl Pearson * 27. März 1857 in London † 27. April 1936 in Coldharbour, Surrey                                                    | Karl Pearson war ein britischer Mathematiker. Seine wissenschaftliche Beiträge zur Statistik machte Pearson populär: der Korrelationskoeffizient, die Momentenmethode, die Hauptkomponentenanalyse und der Chi-Quadrat-Test. Er gilt auch als einer der großen frühen Pioniere der Psychologie. |
|      | Egon Pearson * 11. August 1895 in Hampstead † 12. Juni 1980 London                                                                | Egon Sharpe Pearson war ein britischer Statistiker und der Sohn von Karl Pearson. Das Neyman-Pearson-Lemma wurde nach ihm benannt. |
|      | William Playfair * 22. September 1759 bei Dundee, Schottland † 11. Februar 1823                                                   | William Playfair war ein schottischer Ingenieur und Volkswirt, der wesentliche Beiträge zur Entwicklung der Informationsgrafik leistete. Er veröffentlichte 1786 in London seinen Commercial and Political Atlas, der 43 Zeitreihenanalysen und das erste bekannte Balkendiagramm enthielt. Playfairs Statistical Breviary (London, 1801) enthält das erste bekannte Kreisdiagramm. |
|      | Adolphe Quételet * 22. Februar 1796 in Gent † 17. Februar 1874 in Brüssel                                                         | Lambert Adolphe Jacques Quételet war ein belgischer Astronom und Statistiker. Seine Arbeit im Statistischen Landesamt und die Bekanntschaft mit dem Mathematiker Pierre-Simon Laplace weckten in Quetelet das Interesse an der Wahrscheinlichkeitsrechnung. Er versuchte, sowohl die physischen als auch die moralischen Erscheinungen des individuellen und gemeinschaftlichen Lebens mittels Statistik zu ergründen. Eine Untersuchung zur Verteilung der Werte des Brustumfanges bei 5.738 schottischen Soldaten führten zu einer Normalverteilung. Er organisierte 1846 die erste Volkszählung in Belgien. |
|      | Calyampudi Radhakrishna Rao * 10. September 1920 in Hadagali, Karnataka; † 22. August 2023                                        | Calyampudi Radhakrishna Rao war ein indischer Mathematiker. Rao war einer der international renommiertesten Statistiker und bewies unter anderem die Cramér-Rao-Ungleichung und den Satz von Rao-Blackwell. |
|      | Pafnuty Tschebyschow * 16. Mai 1821 im Dorf Okatowo † 8. Dezember 1894 in Sankt Petersburg                                        | Pafnuti Lwowitsch Tschebyschow war ein bedeutender russischer Mathematiker des 19. Jahrhunderts. 1846 verteidigte er seine Magisterdissertation Ein Versuch zur elementaren Analyse der Wahrscheinlichkeitstheorie. Nach ihm benannt ist unter anderem die Tschebyschow-Ungleichung und der Satz von Tschebyschow. Tschebyschow arbeitete des Weiteren auf den Gebieten Interpolation, Approximationstheorie, Funktionentheorie, Zahlentheorie, Mechanik und Ballistik. |
|      | Edward Tufte * 14. März 1942 in Kansas City, Missouri                                                                             | Edward Rolf Tufte ist ein US-amerikanischer Informationswissenschaftler und Grafikdesigner. Er prägte den Begriff „Chartjunk“ um nutzlose, informationslose oder informationsverdunkelnde Bestandteile von Übersichten zu kennzeichnen. Er entwickelte Sparklines, eine grafische Methode, um Veränderungen und Trends platzsparend zu veranschaulichen. Er wurde weiteren Kreisen durch seine Kritik an PowerPoint bekannt. |
|      | John Tukey * 16. Juni 1915 in New Bedford, Massachusetts † 26. Juli 2000 in New Brunswick (New Jersey)                            | John Wilder Tukey war ein US-amerikanischer Statistiker. Er gilt als Begründer der explorativen Datenanalyse und ist bekannt für mehrere Methoden der graphischen Datenanalyse in der Statistik (Box and Whisker Plot, Stem and Leaf Diagram, Tukey’s Paired Comparisons und andere). Der Begriff Bit wurde von ihm vermutlich 1946 vorgeschlagen und er hat 1958 den Begriff Software geprägt. |
|      | Waloddi Weibull * 18. Juni 1887 † 12. Oktober 1979 in Annecy                                                                      | Ernst Hjalmar Waloddi Weibull war ein schwedischer Ingenieur und Mathematiker. Seine bekannteste Forschungsarbeit befasst sich mit der nach ihm benannten Weibull-Verteilung, die sich etwa im Zusammenhang mit Fragestellungen zur Materialermüdung von spröden Körpern, zum Ausfall von elektronischen Bausteinen oder auch in statistischen Untersuchungen von Windgeschwindigkeiten als sehr nützlich erweist. |
|      | Frank Wilcoxon * 2. September 1892 in County Cork, Irland † 18. November 1965 in Tallahassee, Florida                             | Frank Wilcoxon war ein amerikanischer Chemiker, der sich insbesondere mit der Entwicklung von Methoden zur statistischen Analyse wissenschaftlicher Daten beschäftigte. 1945 erschien unter dem Titel Individual Comparisons by Ranking Methods in der Zeitschrift Biometrics Bulletin die Beschreibung des Wilcoxon-Mann-Whitney-Test und Wilcoxon-Vorzeichen-Rang-Test. Sie sind die am häufigsten verwendeten nichtparametrischen Tests zum Vergleich von zwei Stichproben. |

## Zeitleisten
In die Zeitleiste sind nur Personen aufgenommen, für die ein Personenartikel in der deutschsprachigen Wikipedia existiert und die als Statistiker kategorisiert sind. 

### Statistiker im 20. Jahrhundert
Zum Zeitpunkt des Eintrags noch lebende Personen sind mit einer 110-jährigen weißen Zeitleiste versehen. Die Anteile, mit denen Personen aus unterschiedlichen Ländern vertreten sind und insbesondere das Übergewicht deutschsprachiger Statistiker, spiegeln also nicht die inhaltliche Bedeutung für das Fach Statistik wieder. 

### Statistiker im 21. Jahrhundert
Zum Zeitpunkt des Eintrags noch lebende Personen sind mit einer 110-jährigen weißen Zeitleiste versehen. Die Anteile, mit denen Personen aus unterschiedlichen Ländern vertreten sind und insbesondere das Übergewicht deutschsprachiger Statistiker, spiegeln also nicht die inhaltliche Bedeutung für das Fach Statistik wieder. 